# Abderrahmane Boultif
Abderrahmane Boultif (sinh ngày 28 tháng 2 năm 1987) là một cầu thủ bóng đá người Algérie thi đấu cho JS Kabylie ở vị trí thủ môn.